# Kúszó fátyolvirág
A kúszó fátyolvirág (Gypsophila repens) szegfűvirágúak rendjébe, ezen belül a szegfűfélék családjába tartozó növényfaj. 

## Előfordulás
Közép- és Dél-Európa hegyvidékein őshonos, ahol száraz, meszes lejtőkön nő.

## Megjelenése
Virágágyi és vágott virágot adó növény, de kúszó formája is ismeretes; magassága: max. 1 m, törpe formája 10 – 30 cm; virága: fehér, rózsaszínű; (májustól augusztusig); napos termőhely; szaporítás: magvetéssel és tőosztással.
A vadonban akár 2 méter mélyre is gyökerezhet. A levelei átellenes állásúak, lándzsa alakúak, kékeszöldek. Virágait a rovarok szívesen látogatják.